# Пищевые дрожжи

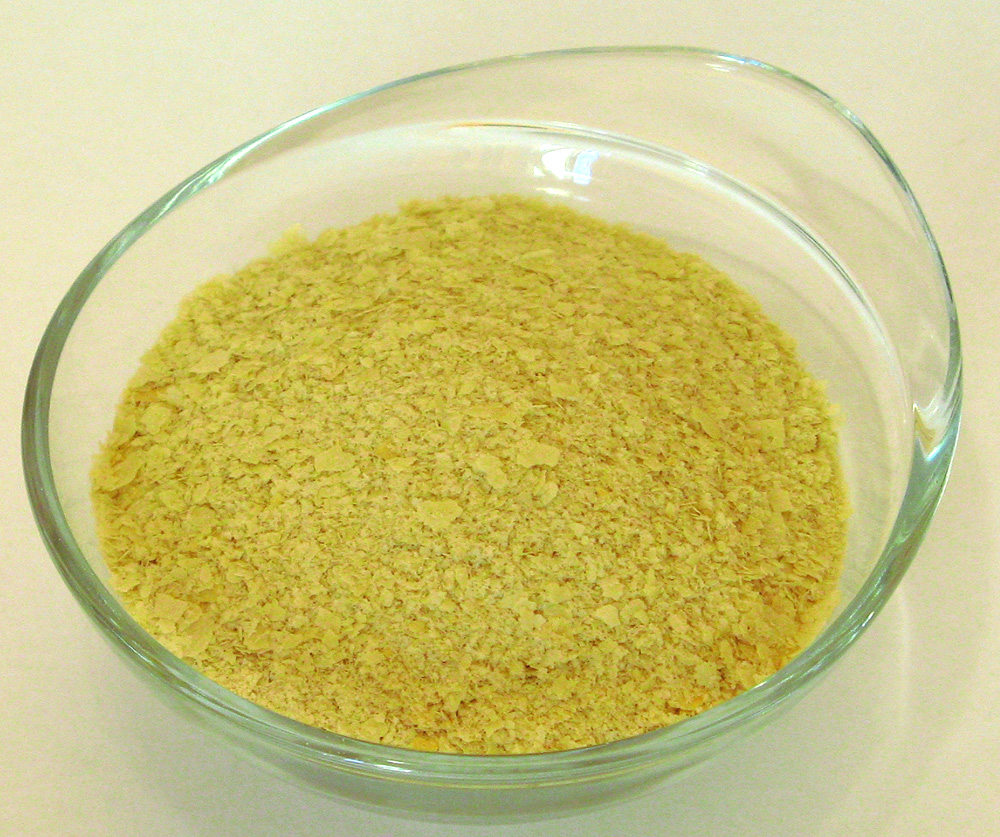
Пищевые дрожжи в виде хлопьев

Диетические дрожжи (пищевые дрожжи, дрожжевые хлопья) — деактивированные тепловой обработкой, но не разрушенные дрожжи (обычно вида Saccharomyces cerevisiae), с высоким содержанием белка и витаминов (особенно группы B). Используются, как правило, в диетической (санаторно-профилакторской(медицинско-диетической)), веганской и вегетарианской кухне — как приправа для салатов и других блюд. Не следует путать их с обычными дрожжами, используемыми в выпечке.
Пищевые дрожжи продаются в виде хлопьев или порошка в магазинах здорового питания в Европе и Северной Америке, и особенно популярны у веганов. Для придания блюдам «сырного» вкуса или густой консистенции пищевые дрожжи добавляют в веганские версии пиццы и омлетов, супы, соусы и запеканки, посыпают ими вместо пармезана спагетти. В США в некоторых кинотеатрах пищевые дрожжи добавляют к воздушной кукурузе. Также они используются как основа для промышленного изготовления вегетарианских паштетов. Некоторые разновидности дрожжевых хлопьев обогащены витамином B12.